# Richard Bock (Musikproduzent)
Richard Eugene „Dick“ Bock (* 22. Januar 1927; † 6. Februar 1988) war ein US-amerikanischer Jazz-Produzent, Gründer von Pacific Jazz Records.
Richard Bock gründete Pacific Jazz Records 1952 in Los Angeles mit dem Schlagzeuger Roy Harte und machte es zum wichtigsten Label des West Coast Jazz, einer Cool-Jazz-Variante, die durch den massenhaften Exodus von Musikern aus der sich Ende der 1940er Jahre auflösenden Big-Band-Szene der Ostküste, die in Los Angeles als Studiomusiker Arbeit suchten, ausgelöst wurde. Zu seinen Musikern zählten Gerry Mulligan (seine erste Veröffentlichung: „The Gerry Mulligan Quartet“), Chet Baker, Art Pepper, Bud Shank, Bob Brookmeyer, Lee Konitz, das Chico Hamilton Quintett, Jim Hall, die „Jazz Crusaders“ und Les McCann. 1954 gründete er den Ableger Pacifica, die auch Pop veröffentlichten. Oktober 1957 wurde Pacific Jazz in „World Pacific“ umbenannt und gleichzeitig wurde dort George Avakian Ko-Produzent; gemeinsam produzierten sie u. a. das Gil-Evans-Album New Bottle, Old Wine (1958). Auch nachdem er World Pacific 1964 an Liberty Records verkaufte, arbeitete er weiter für das Label bis etwa 1970 als Teilzeit-Produzent und beriet auch Contemporary Records, als deren Chef Lester Koenig in den 1970er Jahren sein Label reaktivierte.
In Los Angeles hatte er in den 1950er-Jahren auch die musikalische Leitung des Jazz-Clubs The Haig am Wilshire Boulevard in Los Angeles.